# Sabran
Sabran is een gemeente in het Franse departement Gard (regio Occitanie). De plaats maakt deel uit van het arrondissement Nîmes. Sabran telde op 1 januari 2022 1.596 inwoners.

## Geografie
De oppervlakte van Sabran bedroeg op 1 januari 2022 35,64 vierkante kilometer; de bevolkingsdichtheid was toen 44,8 inwoners per km².

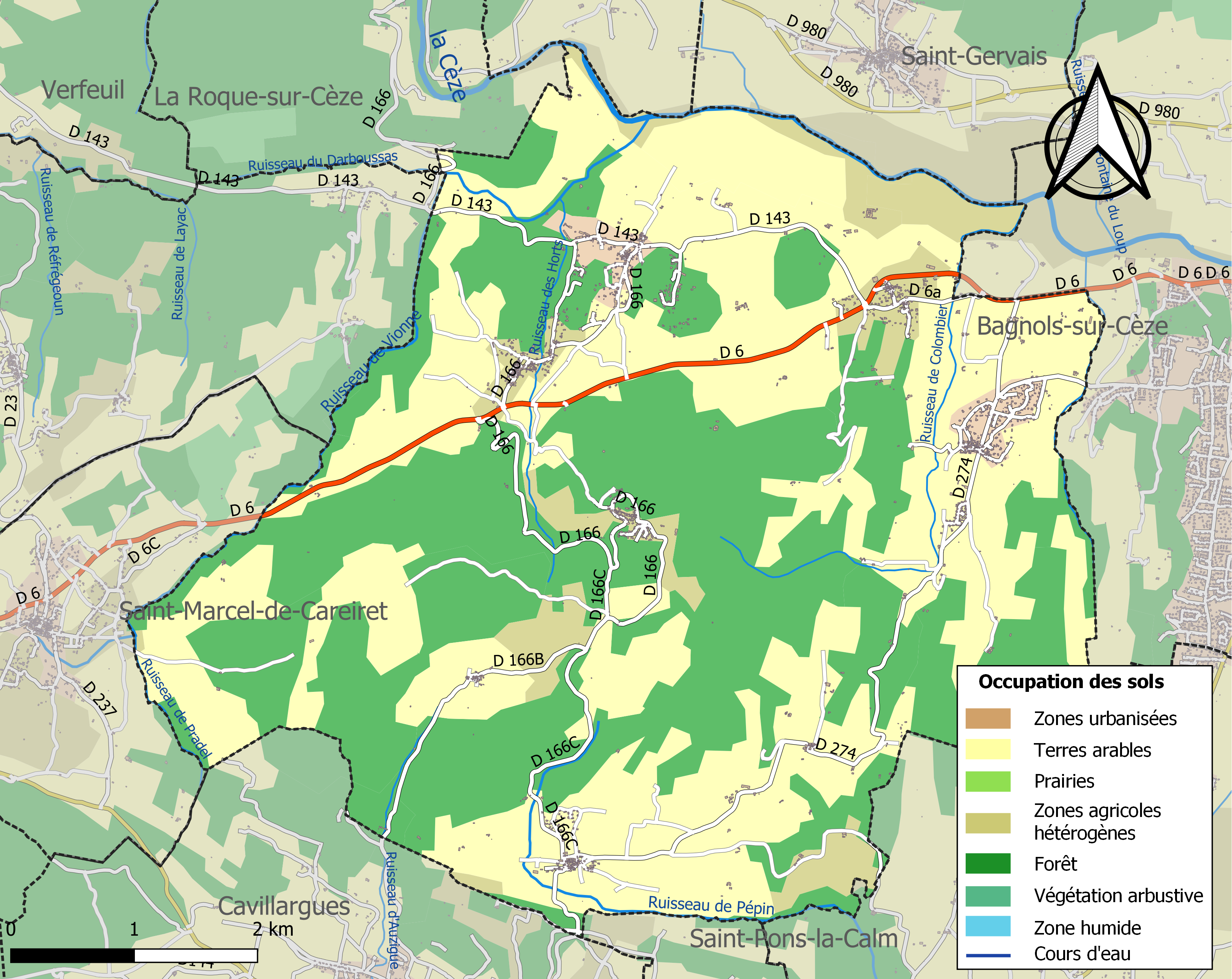
Kaart van de gemeente met belangrijkste infrastructuur, bodemgebruik en omliggende gemeenten

## Demografie
Onderstaande figuur toont het verloop van het inwonertal (bron: INSEE-tellingen).